# Маньчжурский пятнистый олень
Пятнистый маньчжурский олень или пятнистый олень Дыбовского (лат. Cervus nippon mantchuricus), — подвид пятнистого оленя. Был впервые описан Робертом Суинхо в 1864 году.

## Распространение
Маньчжурский пятнистый олень обитает в Маньчжурии (северо-восток Китай), Корее и Дальний Восток России. Сегодня он, вероятно, исчезнет в Китае и Корее, но около 9000 особей все ещё живут в малонаселенных районах Приморского края в России. В Европе существует множество программ разведения в неволе для охоты и мяса, включая Польшу.

## Описание
Длина тела 155 см (61 дюйм), а длина хвоста до 20 см (7,9 дюйма). Высота в холке 75-110 см (30-43 дюйма). Самки весят до 80-90 кг (180—200 фунтов), а самцы — до 110—160 кг (240—350 фунтов).

## Размножение
Беременность длится до 221 дня, рождается один детеныш.